# CALA 30
El cañón CH2 de 155 mm L 45 CALA 30 es un cañón de campaña de largo alcance desarrollado en Argentina para y en servicio con el Ejército Argentino, forma parte del sistema SALA 30 compuesto por éste cañón, sus municiones y su transporte.

## Desarrollo
Fue diseñado en las décadas de los 1980 y 1990 [cita requerida] por CITEFA como «cañón de artillería de largo alcance calibre 155 milímetros L45 CALA 30» a fin de suplementar —y eventualmente reemplazar– al cañón de 155 mm L 33 Modelo Argentino en servicio con el Ejército Argentino.
Posee una UPA (unidad de potencia auxiliar) que le permite desplazamientos cortos a una velocidad de hasta 30 km/h.
CITEFA desarrolló una versión mejorada, conocida como CALA 30/2, la cual incorpora mejoras basadas en las pruebas del primer prototipo. Esta versión fue probada en 1996, y se declaró un alcance máximo de 39 km utilizando munición especial EFRB-BB (Extended Range Full Bore – Base Bleed).
Hasta el momento 20 unidades se encuentran operativas.